# Magnús Guðmundsson
Magnús Guðmundsson (født 6. februar 1879, død 28. november 1937) var en islandsk jurist og politiker, der fra 23. juni til 8. juli 1926 var fungerende statsminister på Island.
Han tog studentereksamen fra latinskolen i Reykjavík 1902 og juridisk embedseksamen fra Københavns Universitet 1907.

## Politisk karriere
Guðmundsson var medlem af Altinget for valgkredsen i det nordvestlige Island fra 1916 til sin død i 1937. Han blev oprindeligt valg som uafhængig, tilsluttede sig en alliance af partiløse kaldet Utanflokkabandalagið, gik derefter ind i Sparnaðarbandalagið og senere det første Borgerpartiet (Borgaraflokkurinn eldri). Han var finansminister 1920-22 og erhvervsminister 1924-27. I 1924 var han med til at stifte Det Konservative Parti 1924-29 og medgrundlægger af dettes efterfølger Selvstændighedspartiet i 1929. Han blev justitsminister i den første regering partiet indgik i.
Gudmundsson blev afskediget som justitsminister i 1932 og sigtet for økonomiske uregelmæssigheder i forbindelse med en konkursbehandling, men blev senere frikendt, og genindtrådte derefter i embedet.

## Ministerposter
- Finansminister 1920-22
- Erhvervsminister 1924-27
- Justitsminister 1932 og 1932-34

## Formandsposter
- 1. næstformand for Altingets nederste afdeling 1918-20 og 1924
- 1. næstformand for det samlede Alting 1937

## Familie
Han var søn af Guðmundur Þorsteinsson (1847—1931), bonde i Rútsstöðum, og dennes hustru Björg Magnúsdóttir (1849—1920). Den 12. oktober 1907 giftede han sig med Soffíu Bogadóttur (1878—1948). De blev forældre til Boga Smith, Björgu og Þóru.